# Rinaldo Nocentini
Rinaldo Nocentini (Montevarchi, 25 de setembre de 1977) és un ciclista italià, professional des del 1999. Actualment corre a l'equip Sporting-Tavira.
Fins al moment el seu major èxit esportiu és haver vestit el mallot groc del Tour de França de 2009 durant 8 etapes. Va mantenir el lideratge entre la 7a etapa, amb final Ordino-Arcalís, i la 14a etapa, amb final a Besançon.
El 2010 s'imposà al Tour del Mediterrani després de la desqualificació per dopatge d'Alejandro Valverde

## Palmarès
- 1998
  - Vencedor d'una etapa del Giro de les Regions
- 1999
  - Vencedor de 2 etapes del Tour de Langkawi
- 2003
  - 1r al Giro de la Toscana
- 2004
  - Vencedor d'una etapa de la Volta a Polònia
- 2005
  - 1r a la Subida al Naranco
- 2006
  - 1r al Giro del Veneto
  - 1r a la Coppa Placci
  - 1r al Giro dels Apenins
- 2007
  - 1r al Gran Premi Miguel Indurain
  - Vencedor d'una etapa del Tour del Mediterrani
- 2008
  - 1r al Gran Premi de Lugano
- 2009
  - Vencedor d'una etapa de la Volta a Califòrnia
- 2010
  - 1r al Tour del Mediterrani
  - Vencedor d'una etapa del Tour de l'Alt Var
- 2016
  - 1r al Trofeu Joaquim Agostinho
- 2017
  - Vencedor d'una etapa de la Volta a l'Alentejo
- 2018
  - Vencedor de 2 etapes a la Tropicale Amissa Bongo

### Resultats al Tour de França
- 2009. 14è de la classificació general. Porta el mallot groc durant 8 etapes
- 2010. 98è de la classificació general

### Resultats al Giro d'Itàlia
- 2000. 64è de la classificació general
- 2001. 66è de la classificació general
- 2003. 60è de la classificació general
- 2004. 34è de la classificació general
- 2007. 47è de la classificació general
- 2008. 56è de la classificació general
- 2011. 70è de la classificació general
- 2015. 73è de la classificació general

### Resultats a la Volta a Espanya
- 2008. 23è de la classificació general
- 2009. Abandona (13a etapa)
- 2010. 53è de la classificació general
- 2012. 18è de la classificació general
- 2013. 53è de la classificació general
- 2014. 96è de la classificació general
- 2015. 85è de la classificació general